# 乙酰丙酮铁

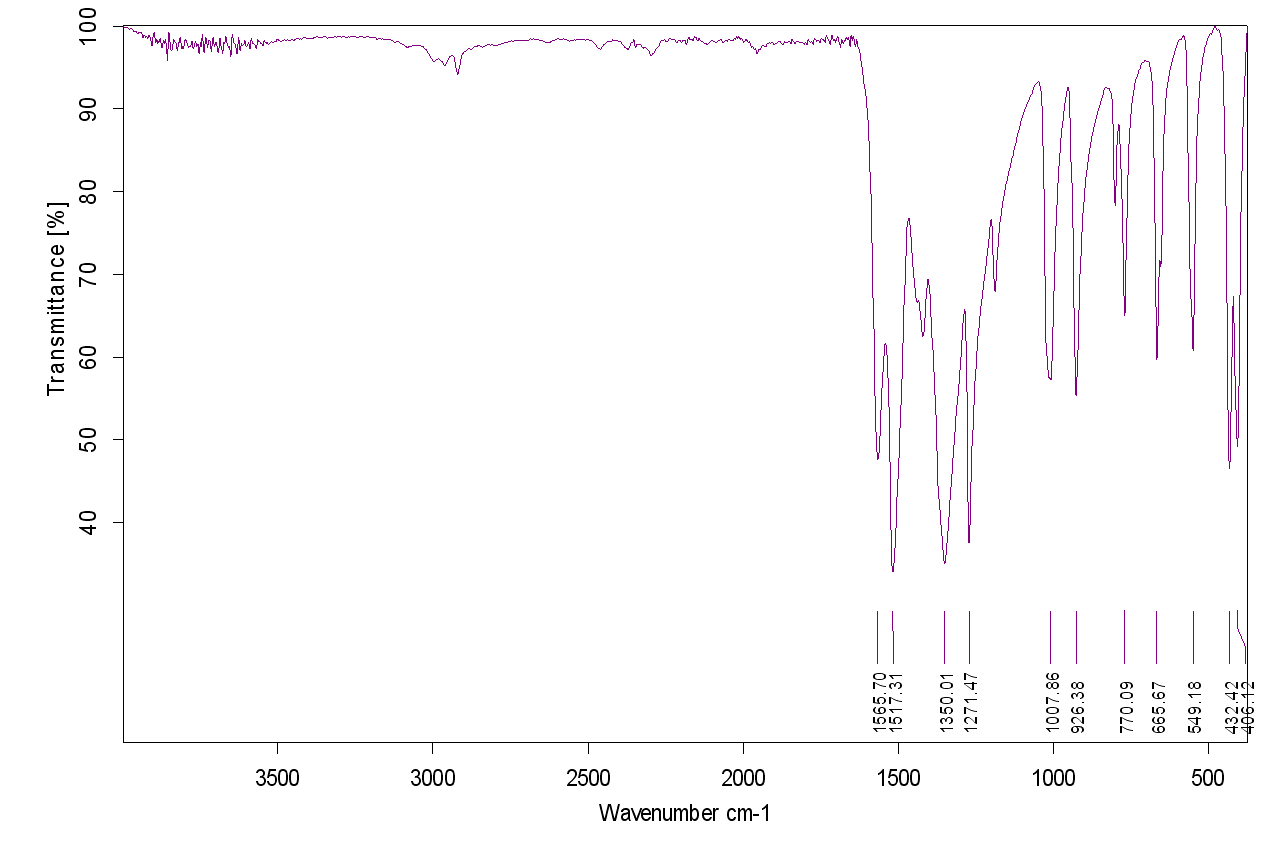
乙酰丙酮铁(III)的红外光谱

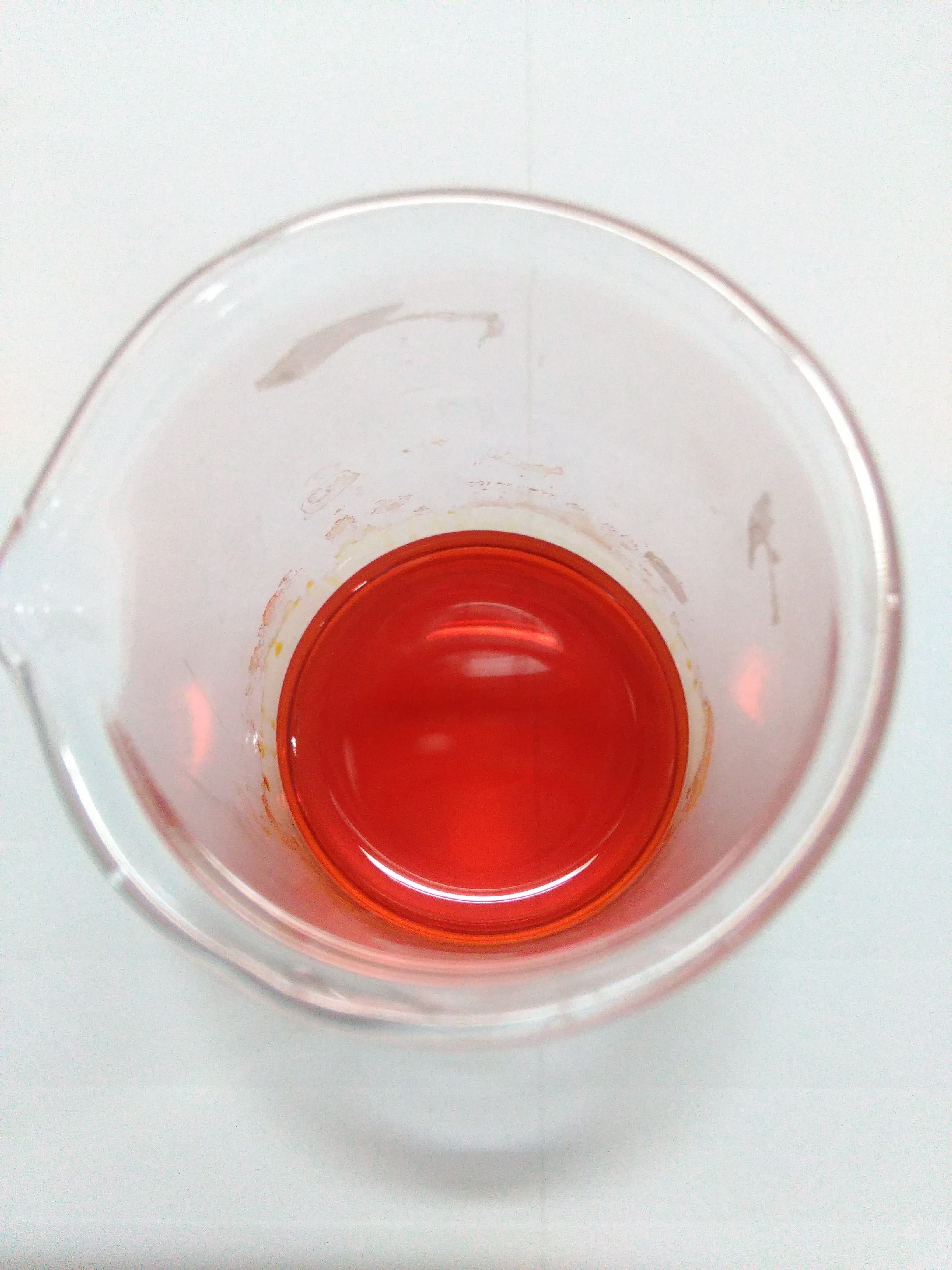
乙酰丙酮铁(III)的乙醇溶液

乙酰丙酮铁是铁(III)和乙酰丙酮形成的配合物，通常写作Fe(acac)3。它是暗红色的固体，在空气中稳定。

## 制备
乙酰丙酮铁可由乙酰丙酮和新沉淀的氢氧化铁反应得到：
Fe(OH)3  +  3 HC5H7O2   →   Fe(C5H7O2)3  +  3 H2O